# Vilhonneur
Vilhonneur korábbi község Franciaországban, Charente megyében. Lakosainak száma 416 fő (2018. január 1.). Vilhonneur Chazelles, Pranzac, Rancogne, Saint-Germain-de-Montbron, Saint-Sornin és Vouthon községekkel határos.
2019. január 1-jén Rancogne korábbi községgel egyesült és az így létrejött Moulins-sur-Tardoire új község része lett.

## Népesség
A település népessége az elmúlt években az alábbi módon változott:
| Lakosok száma | 371  | 392  | 408  | 413  | 416  |
|               | 2013 | 2015 | 2016 | 2017 | 2018 |